# Algemene verkiezingen in Liberia (1975)

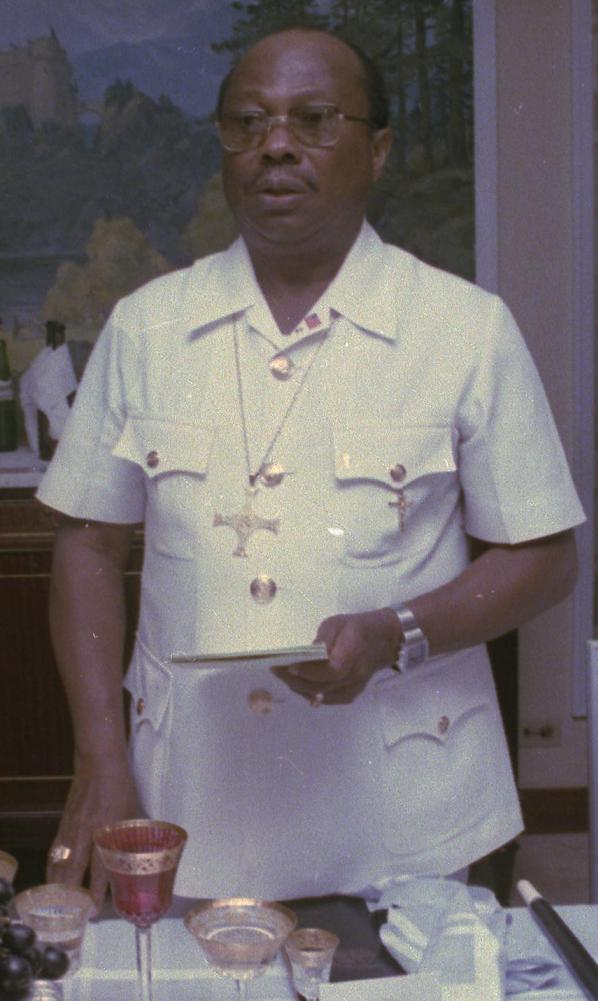
President William Tolbert.

De algemene verkiezingen in Liberia van 1975 vonden plaats op 7 oktober van dat jaar. President William Tolbert die in 1971 de overleden president William Tubman als staatshoofd was opgevolgd werd tot president gekozen; hij was de enige kandidaat. James Edward Greene, de vicepresident sinds 1972, werd eveneens gekozen. Naast presidentsverkiezingen vonden er ook parlementsverkiezingen plaats Alle zetels in het Huis van Afgevaardigden en de Senaat werden gewonnen door de True Whig Party, de de facto enige partij in het land sinds 1883.
Bij een tegelijkertijd gehouden referendum sprak 90% zich uit voor het voorstel van de regering om het ambtstermijn van de president te verlengen van vier naar acht jaar. Een president mag dan nog maar wel één termijn dienen.

## Presidentsverkiezingen
| Kandidaat                       | Kandidaat                       | Partij                          | Stemmen | %      |
| ------------------------------- | ------------------------------- | ------------------------------- | ------- | ------ |
|                                 | William R. Tubman, Jr.          | True Whig Party                 | 750.000 | 100,00 |
| Tegen                           |                                 |                                 |         |        |
| Totaal                          | Totaal                          | Totaal                          | 750.000 | 100,00 |
|                                 |                                 |                                 |         |        |
| Geregistreerde kiezers/ opkomst | Geregistreerde kiezers/ opkomst | Geregistreerde kiezers/ opkomst | 937.500 | 80,00  |

William R. Tolbert, Jr.: 750.000 stemmen
Tegen: —

## Parlementsverkiezingen

### Huis van Afgevaardigden
| Partij                            | Partij                          | Zetels  | %      |
| --------------------------------- | ------------------------------- | ------- | ------ |
|                                   | True Whig Party                 | 74      | 100,00 |
| Totaal                            | Totaal                          | 74      | 100,00 |
|                                   |                                 |         |        |
| Geldige stemmen                   |                                 |         |        |
| Ongeldige stemmen/ blanco stemmen |                                 |         |        |
| Geregistreerde kiezers/ opkomst   | Geregistreerde kiezers/ opkomst | 937.500 | 80,00  |

### Senaat
| Partij                            | Partij                          | Zetels  | %      |
| --------------------------------- | ------------------------------- | ------- | ------ |
|                                   | True Whig Party                 | 18      | 100,00 |
| Totaal                            | Totaal                          | 18      | 100,00 |
|                                   |                                 |         |        |
| Geldige stemmen                   |                                 |         |        |
| Ongeldige stemmen/ blanco stemmen |                                 |         |        |
| Geregistreerde kiezers/ opkomst   | Geregistreerde kiezers/ opkomst | 937.500 | 80,00  |